# Leszek Dziamski
Leszek Franciszek Dziamski (ur. 13 października 1942 w Zwoleniu) – polski polityk i lekarz weterynarii, poseł na Sejm III kadencji.

## Życiorys

### Wykształcenie i działalność zawodowa
W 1967 ukończył studia na Wydziale Weterynarii Wyższej Szkoły Rolniczej we Wrocławiu. Kierował lecznicami w Damasławku i Kostrzynie. W 1982 założył w Gradowicach koło Grodziska Wielkopolskiego pierwszą w Polsce prywatną klinikę dla zwierząt. Jest autorem ponad 200 artykułów z zakresu weterynarii oraz życia społeczno-politycznego, a także publikacji książkowej pt. Weterynaria w chowie zwierząt. Opracował metodę leczenia głowicy, wirusowej zarazy bydła. Jest autorem pomysłu na nowy lek dla zwierząt Neopropolisvet.

### Działalność polityczna
W latach 80. działał w duszpasterstwie rolników, zaangażował się wówczas w działalność polityczną. Był jednym ze współtwórców Polskiego Stronnictwa Ludowego – Porozumienia Ludowego w Poznaniu, pełnił funkcję wiceprezesa tej partii. Bezskutecznie kandydował do Sejmu w 1991 z ramienia PSL (z rekomendacji PSL „Mikołajczykowskiego”) oraz w 1993 z ramienia PSL-PL. W 1997 wystartował w wyborach parlamentarnych z listy Akcji Wyborczej Solidarność w województwie poznańskim. Otrzymał 824 głosy, jednak mandat poselski uzyskał z listy krajowej. W 2001 nie ubiegał się o reelekcję. Rok później bez powodzenia kandydował do rady powiatu szamotulskiego, po czym wycofał się z aktywności politycznej.